# Kommunalwahlrecht (Baden-Württemberg)
In Baden-Württemberg werden gemäß § 1 des Kommunalwahlgesetzes Baden-Württemberg (KomWG) bei den Kommunalwahlen
- die Gemeinderäte bzw. Stadträte,
- die Ortschaftsräte,
- die Bezirksbeiräte,
- die Kreistage,
- die Regionalversammlung des Verbands Region Stuttgart gewählt.

Die Bürgermeister bzw. Oberbürgermeister sind als Verwaltungschef auf acht Jahre gewählt, eine Neuwahl aufgrund Rücktritt, Pensionierung o. ä. fällt nur selten mit den Kommunalwahlen im fünfjährigen Turnus zusammen.
Außerdem gilt das Kommunalwahlgesetz für
- die Anhörung der Bürger bei Grenzänderungen
- den Antrag auf eine Bürgerversammlung
- den Bürgerantrag
- das Bürgerbegehren
- die Durchführung des Bürgerentscheids.

Die Landräte werden in Baden-Württemberg nicht vom Volk, sondern von den Kreistagen der Landkreise gewählt.
Die letzten Kommunalwahlen in Baden-Württemberg fanden am 9. Juni 2024 gleichzeitig mit der Europawahl in Deutschland 2024 statt. 

## Wahl des Gemeinderats
Jede wahlberechtigte Person hat so viele Stimmen, wie der Gemeinderat Sitze hat. Die Anzahl der abgegebenen gültigen Stimmen für eine Liste ist ausschlaggebend dafür, wie viele Sitze die Liste bekommt. Die zustehenden Mandate werden dann auf die Personen verteilt, die auf der entsprechenden Liste die meisten Stimmen bekommen haben.